# Gravity Falls: Lost Legends
Gravity Falls: Lost Legends è il primo romanzo fumetto ufficiale di Gravity Falls con nuovi contenuti originali, rilasciato dopo la fine della serie. È stato annunciato al D23 il 14 luglio 2017, panel di Alex Hirsch e Daron Nefcy che promuove rispettivamente Gravity Falls: Diario 3 e Marco e Star Guida per padroneggiare ogni dimensione. È stato distribuito il 24 luglio 2018.

## Trama
Il libro si presenta come una serie di storie raccontate da Shmebulock, un piccolo e anziano gnomo che è stato messo sotto la maledizione di uno stregone per pronunciare solamente il proprio nome, ma ogni mille anni è in grado di parlare in modo coerente la lingua degli esseri umani. Racconta al pubblico quattro storie e alla fine cade di nuovo sotto la maledizione dello stregone. Afferma che c'è un grande segreto nel libro.

### Affrontalo
Pacifica Northwest arriva al Mystery Shack per dare un'occhiata ai Diari per vedere se c'è un modo per sbarazzarsi di una ruga sul suo viso. Evoca un demone che ruba il viso di Mabel, e spetta a Dipper e Pacifica riaverlo.

### Comix Up
Soos Ramirez porta un mucchio di fumetti al Mystery Shack, ma il prozio Stan li rinchiude nel seminterrato maledetto del prozio Ford. In una svolta rivoluzionaria, Stan si ritrova intrappolato in un mondo di fumetti, quindi Dipper, Soos, Mabel, Ford e Wendy Corduroy cambiano stile dei fumetti per salvarlo da un terribile destino.

### Non dimensionarlo
All'indomani di Oscurmageddon, la famiglia Pines si aggira per Gravity Falls per vedere se sono rimaste delle spaccature dimensionali. Mentre gioca con Waddles, Mabel si ritrova risucchiata nel multiverso, dove si ritrova tra tanti Mabel diversi. Una Mabel ha cercato di tornare a casa con i Pines e di lasciare l'originale nella prigione di MAB-3L, ma è stata fermata prima che potesse andarsene.

### Fratelli Pines del mistero
Qualche volta negli anni '60 circa, il giovane Stan viene accusato di aver rubato la catena d'oro di Filbrick e gli viene detto che sarà messo a terra durante l'estate. Ford, volendo trascorrere del tempo con Stan durante l'estate lo difende, dicendo che sono stati insieme tutto il giorno. Cercano di trovare il vero colpevole, che sospettano sia il Jersey Devil. Incontrano i Fratelli gemelli che vogliono anche catturare il Diavolo del Jersey. Stan ha finito per rubare la catena per un regalo per la festa del papà.

## Edizioni

### Edizione B&N
La versione Barnes & Noble del libro ha un capitolo extra, intitolato Soos's Comic Corner, narrato da Soos. Include 16 pagine extra di schizzi e note dietro le quinte, descrivendo in dettaglio molte pagine ed esplorando i segreti al loro interno.

## Messaggi segreti
Alcuni crittogrammi formano un messaggio, "PER TROVARE UN RAGNO CERCA NEL WEB".

## Riferimenti alla serie
- Il cappello originale di Dipper che ha perso per uno gnomo in "Trappola per turisti" è su uno degli scaffali di Shmebulock.
- C'è un quarto diario sulla libreria di Shmebulock.

### "Affrontalo"
- Ci sono una serie di riferimenti in The Crawlspace.
  - Un ex membro della Blind Eye Society viene visto vendere contenitori di memoria.
  - La strega della mano viene vista vendere le mani.
  - Un Lilliputtian pirata viene visto rubare un uovo da una quaglia interrogativa menzionata nel Journal 3 .
    - Compaiono anche un plaidypus e una geodite, citati anche nel diario.

  - Si può vedere un corvo che tiene in mano l'Amuleto Mistico usato da Gideon in "Il magico Gideon".
  - Lo gnomo che vendeva polvere di fata in " The Last Mabelcorn " può essere visto venderne un po' 'a un unicorno.
  - Il mostro di caramelle può essere visto masticare uno striscione.
  - Uno dei poster ricercati ha una sagoma di Wax Larry King.
  - Alcuni pipistrelli oculari possono essere visti volare in giro.
  - Un Gremloblin può essere visto passare dai barili dietro i quali Dipper e Pacifica si nascondono.
- Dipper afferma frustrato di non aver mai baciato nessuno prima, facendo riferimento alla scena "RCP inversa" da " The Deep End ".
- Dipper fa riferimento agli eventi di "Il mistero di Villa Northwest".
- Dipper usa la chiave del presidente che ha ottenuto da Quentin Trembley in " Tesoro irrazionale ".
- Alcuni dei volti visti nella collezione di Mr. What's-His-Face includono Blind Ivan, la maschera di Summerween Trickster, il vice Durland e Alex Hirsch.
- Nel flashback, la giovane Pacifica ha un piccolo lama di peluche, che fa riferimento al suo simbolo zodiacale.

### "Non dimensionarlo"
- Mabel fa riferimento alla fine di " Dipper e Mabel contro il futuro ".
- Il mostro con le dita che attacca Mabel nel Reame dell'Incubo assomiglia alla descrizione della "palla di dita e denti di 18 metri" che Bill ha sgridato Ford quando è arrivato lì per la prima volta e che è menzionata nel Journal 3 .
- 8 Ball e Keyhole fanno un cameo quando Mabel cade attraverso le dimensioni, dal momento che loro, come tutti gli esseri che Bill ha portato a Gravity Falls durante Weirdmageddon, sono stati risucchiati indietro quando Stan lo ha ucciso. Si trovano accanto a una statua che dice "LUI ERA IL PEGGIORE", il che implica che a nessuno di loro piaceva Bill. Inoltre, la testa di 8 Ball è stata curata, dall'ultima volta la sua testa è stata pietrificata da Wendy.
- Il camionista interdimensionale riporta la fedina penale di Ford attraverso il multiverso come descritto nel Journal 3 .
  - Una delle dimensioni che il camionista fa emergere è Lottocron Nine, che è dove Ford ha ottenuto il suo dado infinito.
    - Il camionista ha anche un paio di dadi sfocati a sfioro appesi allo specchietto retrovisore.
- Il diario del pino che Mabel dà a Dipper, che ha ottenuto da una versione alternativa di se stessa chiamata Mabipper, assomiglia a quello che Dipper menziona nel Journal 3 .

### "Pines Bros Mystery / Jersey Devil's in the Details."
- Stan e Ford incontrano una coppia chiamata The Sibling Brothers.
- Alcuni degli oggetti visti nel negozio Pines Pawns includono il fez di Stan, il dipinto appeso nella soffitta del Mystery Shack e l'elmo da sub nel negozio di articoli da regalo della baracca.
- Nel vecchio album di ritagli di Stanley è possibile vedere una matrice del biglietto di Nonno il bambino.

## Curiosità
- Leggende Perdute era originariamente elencato come XQWLWOHG PBVWHUB ERRN (che decodifica in LIBRO DI MISTERO SENZA TITOLO utilizzando il codice Caesar) su Amazon Canada.
- La copertina è stata rivelata tramite un puzzle, fatto di alberi di pino (lo stesso stile visto sul cappello di Dipper), pezzo per pezzo su Twitter, Tumblr e Facebook.
- Una versione di Mabel che assomiglia al personaggio Morty della serie Adult Swim Rick and Morty è vista sullo sfondo di "Don't Dimension It". Nel gioco per cellulare Rick e Morty , " Pocket Mortys ", c'è un Morty che assomiglia a Mabel Pines chiamato "Girl Morty", che è molto simile nell'aspetto a "Morty Mabel" visto in Lost Legends .
- Il libro contiene un codice segreto che porta al sito segreto: The Shmeb che hai sbloccato, che contiene maggiori informazioni su vari personaggi e piccoli fumetti.
  - In uno dei fumetti quello che dice Dipper può essere decodificato e viene fuori come "Cipher Lives", che è molto probabilmente un riferimento al possibile ritorno di Bill Cipher.
  - Uno dei file ci dice che dopo l'estate Tate McGucket vive con suo padre, Old Man McGucket, a Northwest Manor (ora ribattezzato Hootenanny Hut di McGucket).
    - Rivela anche che il nome di sua madre è Emma-May Dixon, precedentemente Emma-May McGucket.
- Nella storia "Face It" un ex membro della Blind Eye Society viene visto vendere contenitori di memoria appartenenti a vari personaggi dello spettacolo.
  - Questi personaggi includono Tad Strange, Tambry, Abuelita e Gideon Gleeful.
  - Accanto al contenitore di Gideon, c'è un tubo con l'etichetta "Memories Rick S." Questo è probabilmente un riferimento a Rick Sanchez di Rick and Morty , interpretato da Justin Roiland.
  - C'è anche un contenitore etichettato "Mrs. Corduroy", che molto probabilmente si riferisce alla madre invisibile di Wendy Corduroy.
- In "Face It", c'è un poster ricercato con la sagoma del personaggio Eda della serie di Disney Channel The Owl House - Aspirante strega. Ciò che rende questo riferimento così interessante, è che Leggende Perdute è stato realizzato e pubblicato due anni prima dell'uscita di Aspirante strega.
- Nel Diario 1, c'è una pagina sulle "Boiling Isles", dove si svolgono gli eventi di Aspirante strega .
- Il personale di Eda può essere visto sullo sfondo del vespaio.
- In "Face It", c'è un volto in Mr. What's-His-Face che ricorda da vicino il personaggio urlante del dipinto del famoso artista Edvard Munch, "The Scream".
- In "Face It", Pacifica dice che il suo nome è "Jackie the Elf-Bandit" per diminuire l'attenzione di quello che sembra essere un orco. Questo nome potrebbe essere un riferimento alla persona che dà la voce a Pacifica, Jackie Buscarino.
- In "Face It", il diario che Mabel sta leggendo mostra una pagina intitolata "Defense of the Dark Warts", molto probabilmente un riferimento alla serie di J.K. Rowling, Harry Potter, poiché Harry ha una classe chiamata "Defense Against the Dark Arts ". Come sotto, ci sono due parole che dicono, "Expecto Psoriasis" probabilmente derivato dall'incantesimo di Harry per difendersi dai Dissennatori, "Expecto Patronum".
  - Un altro riferimento a Harry Potter potrebbe essere che nella dimensione MAB-3L, c'è una Mabel in piedi con le spalle allo spettatore (sopra la Mabel che assomiglia a Pac-Man) con la Casa di Hogwart, i Grifondoro, i colori (rosso e oro). Nell'edizione Barnes & Nobel si afferma che il nome di Mabel è Gryffindabel.
- In "Face It", una faccia che assomiglia molto a Morty di Rick e Morty appare sul muro di Mr. What's-His-Face.
- Il fumetto contiene diversi elementi suggestivi che non erano consentiti nella serie TV. Tra questi ci sono:
  - L'uso di parole più esplicite come "Inferno" o il nome di Dio invano in frasi come "Oh mio Dio" e alcune parolacce censurate.
  - Riferimenti diretti all'alcol.
  - Temi più suggestivi, come un personaggio che indossa una maglietta con la frase semi-volgare "È quello che ha detto" su di essa.
  - Riferimenti culturali più diretti, come menzioni dirette del personaggio dei fumetti Marmaduke e del fumettista Stan Lee e un cameo del personaggio della cultura pop Slender Man. Stan afferma anche di aver avuto una scazzottata con Stan Lee nel 1973.
- Il fumetto contiene alcuni riferimenti al fandom di Gravity Falls.
  - Sullo sfondo della biblioteca di Schmebulock c'è una lavagna con la scritta "Shermie?", Sotto la quale è scritto in cifre "paradosso dell'età?" e "cospirazione del viaggio nel tempo?" che è in riferimento alla confusione sul bambino in " A Tale of Two Stans " e il suo dibattito sull'identità di Shermie a causa della sequenza temporale.
  - C'è anche un quarto diario nella biblioteca sotto il cappello originale di Dipper. Facendo riferimento all'idea che ci siano più di 3 riviste.
  - In "Face It" una creatura simile a Slenderman fa un'apparizione cercando di trovare i soldi per comprare Dipper e Pacifica. Questo è un riferimento alla leggenda metropolitana che Slenderman è apparso in " The Legend of the Gobblewonker " quando, in realtà, era il risultato di Photoshop.
  - Nel Journal 1 c'è una pagina su "Paranormal Rashes", e raffigura un'eruzione cutanea che assomiglia a Bill e si chiama "Zodiacne". Questo è in riferimento alla fan art raffigurante un Merlo acquaiolo adulto con un tatuaggio dello Zodiaco. Il che è stato smentito dallo stesso Hirsch quando ha detto che Mabel è la più probabile che si faccia un tatuaggio. A cui si fa riferimento anche in "Don't Dimension It" del tatuaggio 6-18 dell'esperto militare Mabel.
  - Stanbel in "Don't Dimension It" è nato come un disegno sul twitter di Hirsch ed è stato scherzosamente attratto da "darti incubi".
  - In "Comix Up", quando Soos è ai margini, vede l'etichetta Disney e nota come la "D" stilizzata assomigli a una "G".
- In alcune delle uscite straniere, la creatura che assomiglia all'aspetto di Slenderman in "Face It" è stata alterata ricolorando il vestito di rosso e dandogli i lineamenti del viso come una bocca. Forse a causa di problemi di copyright in alcuni paesi stranieri.
- Cronologicamente, le quattro storie in Lost Legends si verificano come segue:
  - Pine Bros Mystery si svolge tra la prima e la metà degli anni '60, durante l'infanzia di Stan e Ford, circa 50 anni prima degli eventi principali di Gravity Falls nell'estate del 2012.
  - Face It e Comix Up si svolgono entrambi nella seconda metà della seconda stagione, a volte tra gli episodi ambientati tra " A Tale of Two Stans " (a volte nell'agosto 2012) e " Dipper and Mabel vs. the Future " (22 agosto), come evidenziato dalla presenza di Ford, mentre Weirdmageddon deve ancora iniziare. Tuttavia, l'ordine esatto o il posizionamento delle due storie in questo periodo non è chiaro.
  - Don't Dimension Si svolge durante l'atto finale dell'episodio "Weirdmageddon 3: Take Back The Falls", nella settimana tra la fine di Weirdmageddon (25 agosto) e il 13 ° compleanno di Dipper e Mabel (31 agosto), come notato da una diretta menzione dell'evento precedente.